# Richard Pain
 (juillet 2023).
Richard Pain, né le 21 septembre 1956 à Londres, est l'évêque anglican de Monmouth de 2013 à 2019. Il annonce sa conversion au catholicisme en juillet 2023.

## Biographie
Richard Edward Pain naît le 21 septembre 1956 à Londres. Il étudie la littérature anglaise à l'université de Bristol, puis la théologie à l'université de Cardiff afin d'être prêtre. Il est ordonné en 1986 à la cathédrale de Newport, pour l'Église au pays de Galles. Pain fait toute sa prêtrise dans le comté de Monmouth, et il devient par la suite vicaire puis archidiacre de Monmouth.
Le 23 juillet 2013, Pain succède à Dominic Walker comme évêque de Monmouth. Il déclare être favorable à l'épiscopat féminin et désire rendre de nouveau attractive la spiritualité pour les jeunes. La consécration a lieu le jour de son anniversaire, le 21 septembre 2013, sous la direction de l'archevêque du pays de Galles, Barry Morgan, et il est intronisé à la cathédrale de Newport le 18 octobre,. En avril 2019, après neuf mois d’absence, Richard Pain délaisse sa charge d'évêque en raison d'une mauvaise santé.
Après plusieurs années d'introspection, Richard Pain annonce sa conversion religieuse au catholicisme et est reçu dans l'ordinariat personnel Notre-Dame-de-Walsingham, pour lequel il sera ordonné prêtre. Pour lui, la reconnaissance de la primauté pontificale est « essentiel pour la stabilité et l’unité » des chrétiens. Il affirme par ailleurs « que la conception bénédictine de l’obéissance et de l’écoute du Seigneur [a] joué un rôle important dans sa formation personnelle et sa conversion finale à la foi catholique ». Il est le onzième évêque anglican — et le premier évêque anglican gallois — à devenir catholique,.

## Vie privée
Richard Pain est marié à Julie Pain. Le couple a trois enfants : une fille, Amy (morte en 2008, à vingt-deux ans, d'une overdose de médicaments contre la dysménorrhée), et deux garçons, Jonathan (né en 1983 ou 1984) et Christopher (né en 1986 ou 1987). En août 2013, alors évêque élu de Monmouth, il célèbre le mariage de son fils Jonathan et de sa fiancée suédoise Maria Ronessen, à la St Mary's Priory Church de Monmouth.